# Damazy II
Damazy II (łac. Damasus II, właśc. Poppon, ur. w Bawarii, zm. 9 sierpnia 1048 w Palestrinie) – papież w okresie od 17 lipca 1048 do 9 sierpnia 1048.

## Życiorys
Miał na imię Poppon i pochodził z arystokratycznej rodziny frankońsko-bawarskiej. Zanim został papieżem pełnił funkcję biskupa Bressanone (Tyrol). Cieszył się poparciem króla Henryka III, z którym podróżował do Włoch w 1047 roku. Gdy do króla dotarło poselstwo, wysłane przez mieszkańców Rzymu, zawiadamiające o śmierci papieża Klemensa II, Henryk zdecydował, że jego następcą zostanie wybrany Damazy (25 grudnia 1047).
Tymczasem z wygnania powrócił wtedy Benedykt IX i ponownie usiłował, przy pomocy Bonifacego z Toskanii, przejąć Stolicę Piotrową. Ponieważ papież Damazy zachował swoje biskupstwo w Brixen, nie przebywał wówczas w Rzymie. Gdy postanowił tam wyruszyć, Bonifacy przekonał go, że nie zdoła obalić Benedykta, który opanował już Wieczne Miasto. Gdy dowiedział się o tym cesarz, skutecznie zagroził Bonifacemu, że jeśli nie usunie uzurpatora, to on sam uda się do Rzymu – Bonifacy usłuchał rozkazu i zdjął Benedykta z Tronu Piotrowego.

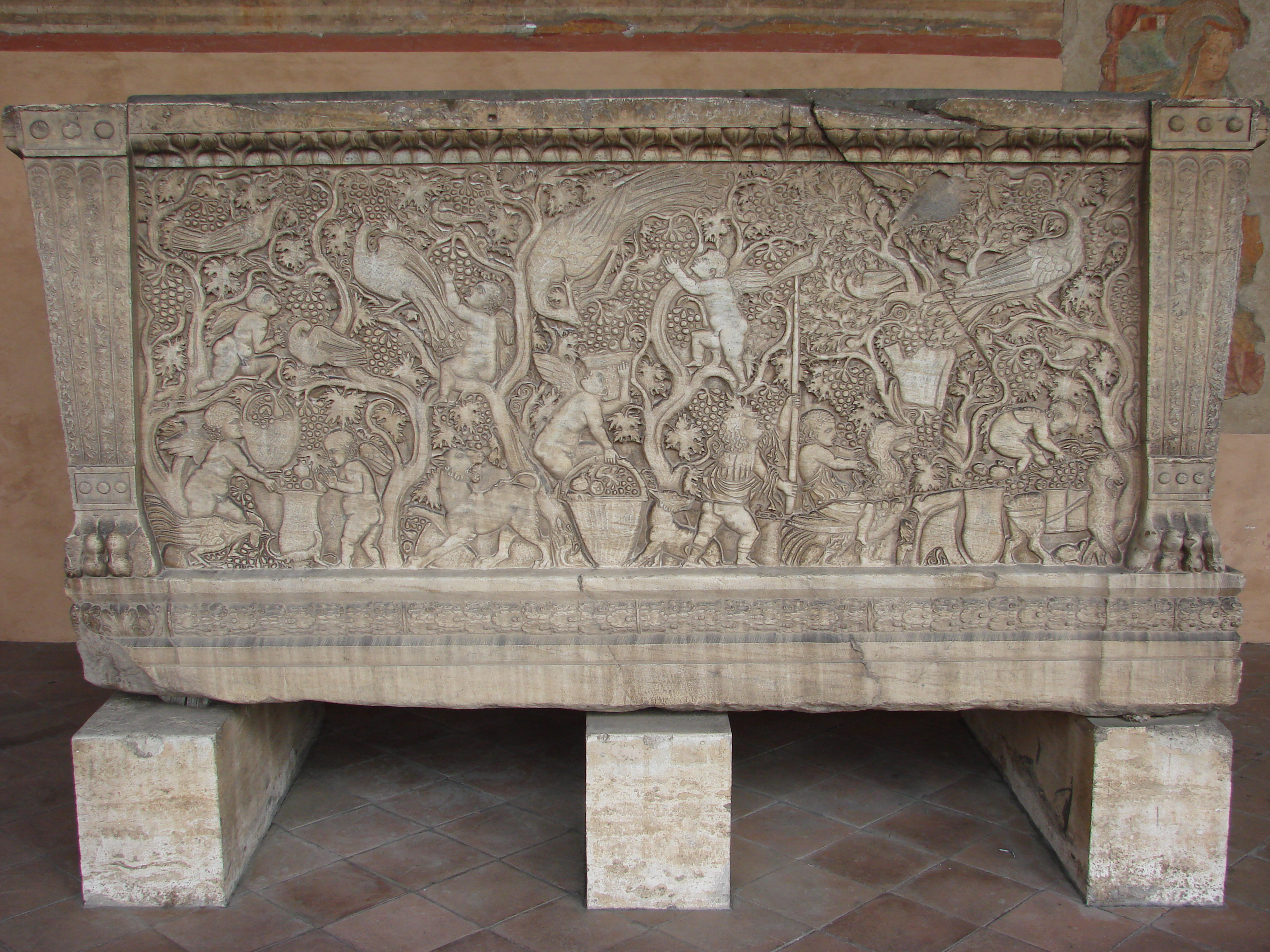
Grób Damazego II

Nowy papież Damazy zmarł po 23 dniach urzędowania w Palestrinie, najprawdopodobniej na malarię.